# Sérgio Atrepatuni
Sérgio Atrepatuni (em latim: Sergius; em grego: Σέργιος; romaniz.: Sérgios; em armênio: Սարգիս; romaniz.: Sargis) foi um nobre armênio (nacarar) do século VI, membro da família Atrepatuni, ativo no reinado do xainxá Cosroes II (r. 590–628).

## Nome
Sérgio (Sergius; Σέργιος, Sérgios) é o nome de uma antiga família romana, cuja origem é incerto. Foi registrado em armênio como Sarguis (Սարգիս, Sargis).

## Vida
A parentela de Sérgio é incerta, exceto que pertenceu à família Atrepatuni. Serviu como um dos nobres armênios que participaram na expedição do marzobã Simbácio IV, provavelmente ocorrida em 608, contra um contingente de "cuchanas" (heftalitas) que havia invadido o Império Sassânida no Oriente. O exército de Simbácio era formado por cerca de dois mil cavaleiros. Os invasores haviam se espalhado em várias direções, mas ao saberem de sua chegada, supostamente se reagruparam e fugiram. Simbácio os perseguiu e alcançou. Na batalha que se seguiu, o exército cuchana fugiu e foi derrotado. Simbácio então decidiu acampar em Apre Xar, nas cercanias de Nixapur, antes de se dirigir com 300 homens para a vila murada de Crocte. Pouco depois, os heftalitas receberam ajuda dos goturcos, que enviaram alegados 300 mil cavaleiros. Ao tomar ciência da vinda dos inimigos, Simbácio reuniu-se com Sérgio Dimacísio, Sérgio Atrepatuni e certo homem chamado Sembatique, atacou repentinamente os inimigos e conseguiu fugir. Sob comando do príncipe iraniano Datoiano, e contrariando as ordens de Simbácio, o pequeno contingente de Crocte saiu para confrontar o inimigo e foi derrotado.